# ماكس غوندرسون
ماكس غوندرسون (بالإنجليزية: Max Gunderson)‏ هو لاعب كرة قدم أمريكي، ولد في 5 نوفمبر 1989 في هندرسون في الولايات المتحدة. لعب مع اوكلاهوما سيتي أنرجي ونادي سان أنطونيو.

## وصلات خارجية
- ماكس غوندرسون على موقع قاعدة بيانات كرة القدم.إي يو (الإنجليزية)